# Capitolio del Estado de Misuri
El Capitolio del Estado de Misuri (en inglés Missouri State Capitol) es el edificio que alberga la Asamblea General de Misuri y la rama ejecutiva del gobierno del estado de Misuri (Estados Unidos). Ubicado en Jefferson City en 201 West Capitol Avenue, es el tercer capitolio de la ciudad después de que los otros dos fueron demolidos tras sufrir incendios catastróficos. El edificio abovedado, diseñado por el estudio de arquitectura de la ciudad de Nueva York de Tracy y Swartwout, se completó en 1917. 
La cúpula se eleva a 73 m sobre el nivel del suelo y está coronada por una estatua de bronce de Ceres, la diosa romana de la agricultura. Se eleva por encima de los acantilados del río Misuri. Además del Senado estatal y de la Cámara de Representantes, contiene oficinas para el gobernador, el vicegobernador, el secretario de estado, el tesorero, el auditor y algunas agencias administrativas.
Se incluye individualmente en el Registro Nacional de Lugares Históricos y es una propiedad contributiva en el Distrito Histórico del Capitolio del Estado de Misuri.

## Historia

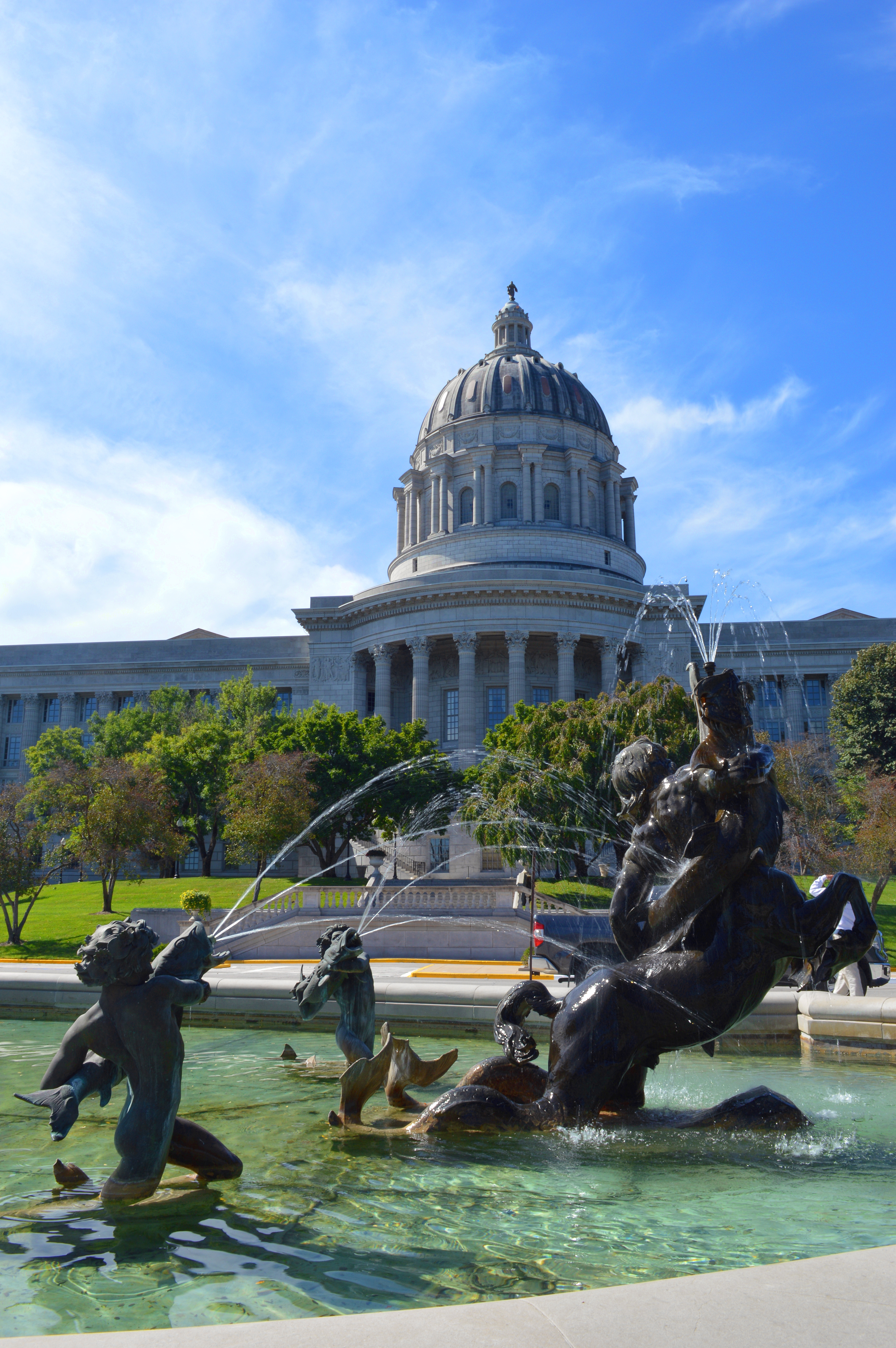
Capitolio de y Fuente de los Centauros (lado norte)

El actual Capitolio, terminado en 1917 y ocupado al año siguiente, es el tercer Capitolio en Jefferson City y el sexto en la historia de Misuri. La primera sede del gobierno estatal se ubicó en la Mansion House, ubicada en las calles Third y Vine en San Luis y la segunda en el Hotel Misuri ubicada en las calles Main y Morgan en St. Charles. St. Charles fue designada como la capital temporal del estado en 1821 y siguió siendo la sede del gobierno hasta 1826.
Se decidió que debería estar ubicado más en el centro del estado y específicamente que debería estar ubicado en el río Misuri dentro de las 64 km de la desembocadura del Osage. Se envió un grupo para inspeccionar varios lugares. La ubicación actual en la cima de los acantilados en Jefferson City fue elegida porque ofrecía la mejor vista del río Misuri de cualquier lugar que hubieran visto dentro de los límites prescritos por la Constitución.
El cuarto Capitolio (el primero en Jefferson City) estaba hecho de ladrillo, tenía dos pisos de altura y medía aproximadamente 12,2 x 18,3 m, y tardó dos años en completarse. Fue construido por aproximadamente 18 500 dólares (unos 418 000 dólares de la actualidad). Se llamaba "Casa del Gobernador y Capitolio del Estado". Este edificio se quemó en 1837. El sitio ahora está ocupado por la actual Mansión del Gobernador de Misuri. Fue diseñado por Stephen Hills y se inspiró en el primer Capitolio del Estado de Pensilvania en Harrisburg, Pensilvania. Hills también diseñó el Salón Académico de la Universidad de Misuri; las seis columnas jónicas que sobrevivieron al incendio de 1892 que destruyó el edificio son ahora las columnas emblemáticas del campus en el David R. Francis Quadrangle.
El quinto Capitolio (que estaba en el sitio actual) se completó en 1840 por aproximadamente 350 000 dólares (unos 8 963 500 dólares de la actualidad), y algunos afirmaron que hubo sobornos y comisiones ilegales. Este edificio también se quemó el 5 de febrero de 1911 cuando fue alcanzado por un rayo. Este edificio tenía aproximadamente 4645 m² y en 1911, era demasiado pequeño para satisfacer las necesidades de los legisladores. El senador de Misuri William Warner dijo: "No tengo lágrimas que derramar por el hecho de que el edificio ha sido destruido porque era totalmente inadecuado y no cumplía con los requisitos de nuestro gran estado".
El presupuesto original exigía la construcción de un edificio por 3 millones de dólares (equivalente a 82 millones en 2019), con 500 000 dólares adicionales (13 719 643 de dólares de la actualidad) asignados para el sitio y el mobiliario. Esto fue aprobado en las elecciones generales por el público por un margen de tres a uno, sin embargo, el estado calculó mal las proyecciones de ingresos y terminó recaudando 4 215 000 dólares (115 656 589 dólares de la actualidad). Todo este dinero finalmente se utilizó para todo el proyecto, que es una de las razones por las que las esculturas y las obras de arte son de tan alto calibre. Edwin William Stephens de Columbia se desempeñó como presidente del Comité de Decoración del Capitolio junto con el profesor de arte de la Universidad de Misuri, John Pickard.
También se decidió que el arquitecto sería seleccionado de un concurso de diseño; los nombres fueron eliminados de las presentaciones para que no hubiera favoritismo local. Se presentaron a concurso un total de 69 estudios de arquitectura, de los que se eligió una breve lista de 11. Finalmente, se seleccionó a Tracy & Swarthout de Nueva York.

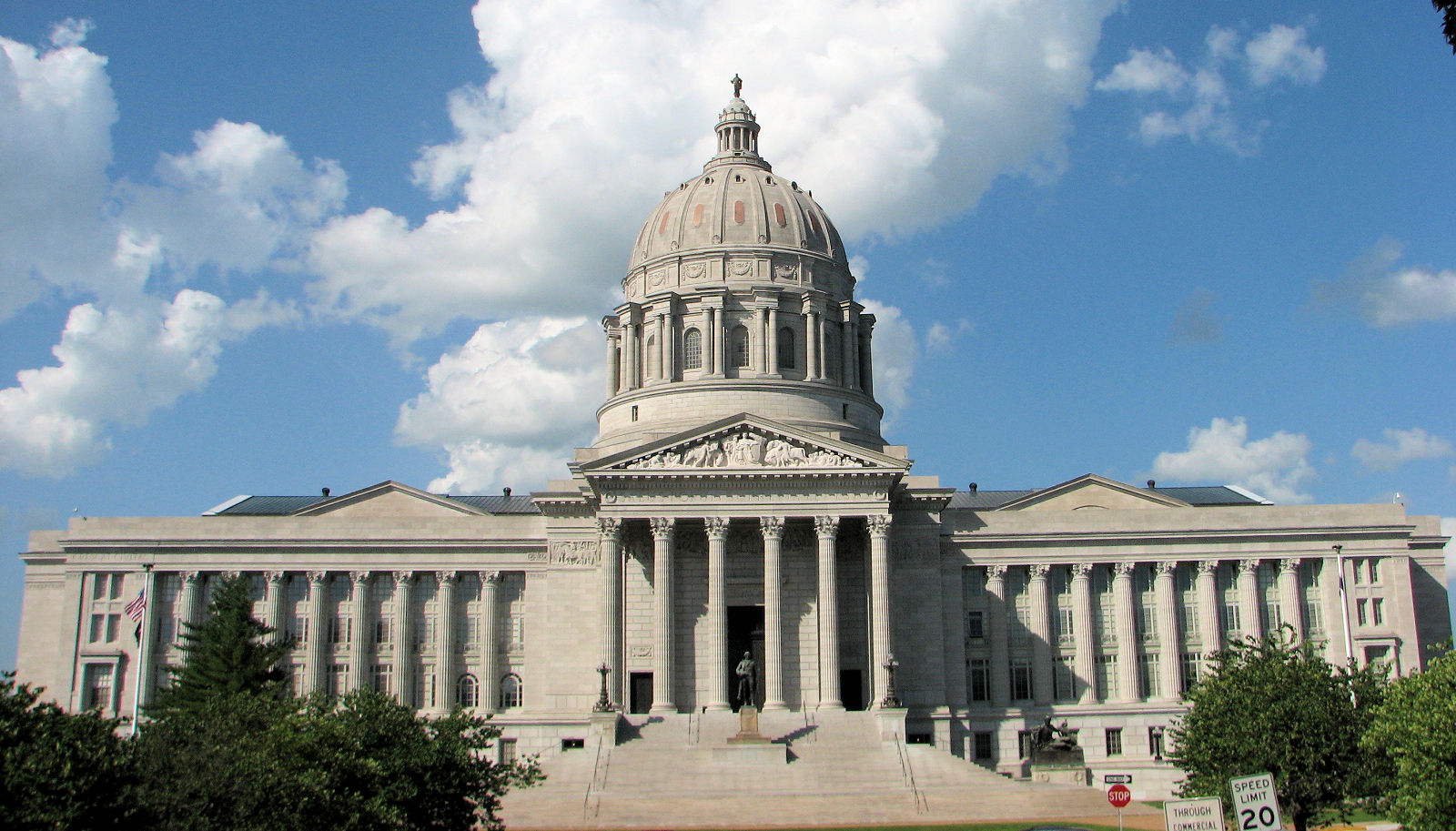
Capitolio de Misuri

El edificio es simétrico en planta, lo que le da el mismo peso simbólico tanto a la Cámara como al Senado (aunque los interiores de las dos cámaras difieren mucho). El estilo hace muchas referencias históricas al Capitolio en Washington D. C., así como a los templos griegos y romanos; sin embargo, el capitel de columna típico es una variación única del capitel corintio clásico, reemplazando las hojas de acanto con flora local.
La piedra para el exterior es un mármol denso de Carthage. Algunos de los detalles más finos se han erosionado. El estado ha comprometido dinero para estudiar la restauración y prevenir un mayor deterioro. El edificio mide cinco pisos de altura, 133 m de largo, 90 m de ancho en el centro y 60 m de ancho en las alas. La cúpula mide 73 m de altura y la altura de las alas es de 27 m. Incluye 50 000 m² de superficie.

## Arquitectura, pintura y estatuaria

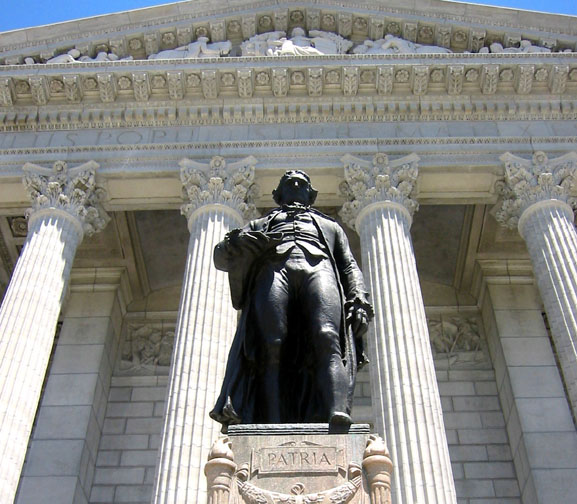
Estatua de Thomas Jefferson, entrada sur

El Capitolio es notable por sus características arquitectónicas, incluidas ocho columnas de 15 m en el pórtico sur y seis de 12 m en el lado norte, una escalera de 9 m de ancho; y sus puertas de entrada de bronce, cada una de 4 x 5,5 m —en ese momento, el elenco más grande desde la época romana. También en el jardín sur se encuentran las fuentes de las ciencias y las artes, cada una con cuatro figuras representativas.
Las estatuas son una característica destacada de los terrenos del Capitolio. Heroicas figuras alegóricas de bronce que representan los dos ríos históricamente grandes de Misuri, el Misisipi y el Misuri, por Robert Aitken y una estatua de Thomas Jefferson de 4 m hecha por James Earle Fraser domina la entrada sur. Un relieve de bronce de Karl Bitter, que representa la firma de la Compra de Luisiana por Livingston, Monroe y Marbois; y la Fuente de los Centauros, creada por Adolph Alexander Weinman, en los terrenos del norte.
El lado norte del edificio contiene un friso que muestra la historia de Misuri por Hermon Atkins MacNeil, mientras que el tema continúa en el lado sur por Alexander Stirling Calder. La figura de Ceres en la parte superior de la cúpula es de Sherry Fry y el frontón sobre la entrada principal es de Weinman.
El primer piso cuenta con el Museo Estatal. Pinturas, frontones y frisos decoran el interior del Capitolio. Una atracción principal es una serie de murales pintados por Thomas Hart Benton en el House Lounge. La gran escalera está flanqueada por grandes estatuas de bronce heroicas de Meriwether Lewis y William Clark, y la rotonda del tercer piso es el sitio del Salón de los famosos misurianos, un grupo de bustos de bronce de muchos residentes prominentes de Misuri honrados por sus logros y contribuciones al estado.
La estructura también presenta una galería en lo alto de la cúpula; una pequeña plataforma de observación está en el techo de la cúpula debajo de la estatua de Ceres. Estas áreas normalmente no están abiertas al público, excepto para recorridos especiales y recorridos escolares.
El Capitolio es la principal atracción turística de Jefferson City. Es un destino para grupos escolares que llegan en autobuses, particularmente durante las sesiones de la Asamblea General. Los estudiantes llenan las galerías para ver el Senado y la Cámara de Representantes en acción.

## Incidente del candelabro de la rotonda
En noviembre de 2006, el candelabro de 4 082 kg de la cúpula, que se había bajado casi hasta el piso para mantenimiento, cayó 1,5 metros. El candelabro resultó dañado por el impacto y por las cadenas ornamentales que cayeron sobre él. Fue enviado a San Luis para su reparación. Casi un año después fue devuelto y levantado en el Capitolio. Las luces superiores también se restauraron, después de haber estado apagadas durante cuatro décadas debido a daños por luz en el mural de arriba. Creado en 1918 por la Guth Lighting Company de San Luis por un costo de 5,000 dólares (unos 85.000 dólares de la actualidad), el candelabro costó 500,000 (unos 636.000 dólares de la actualidad) para ser restaurado.

## Galería

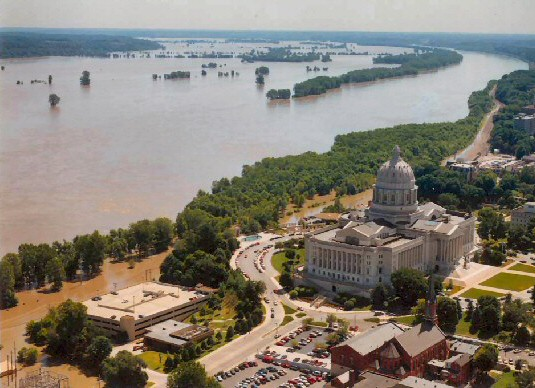
El río Misuri se desbordó en 1993
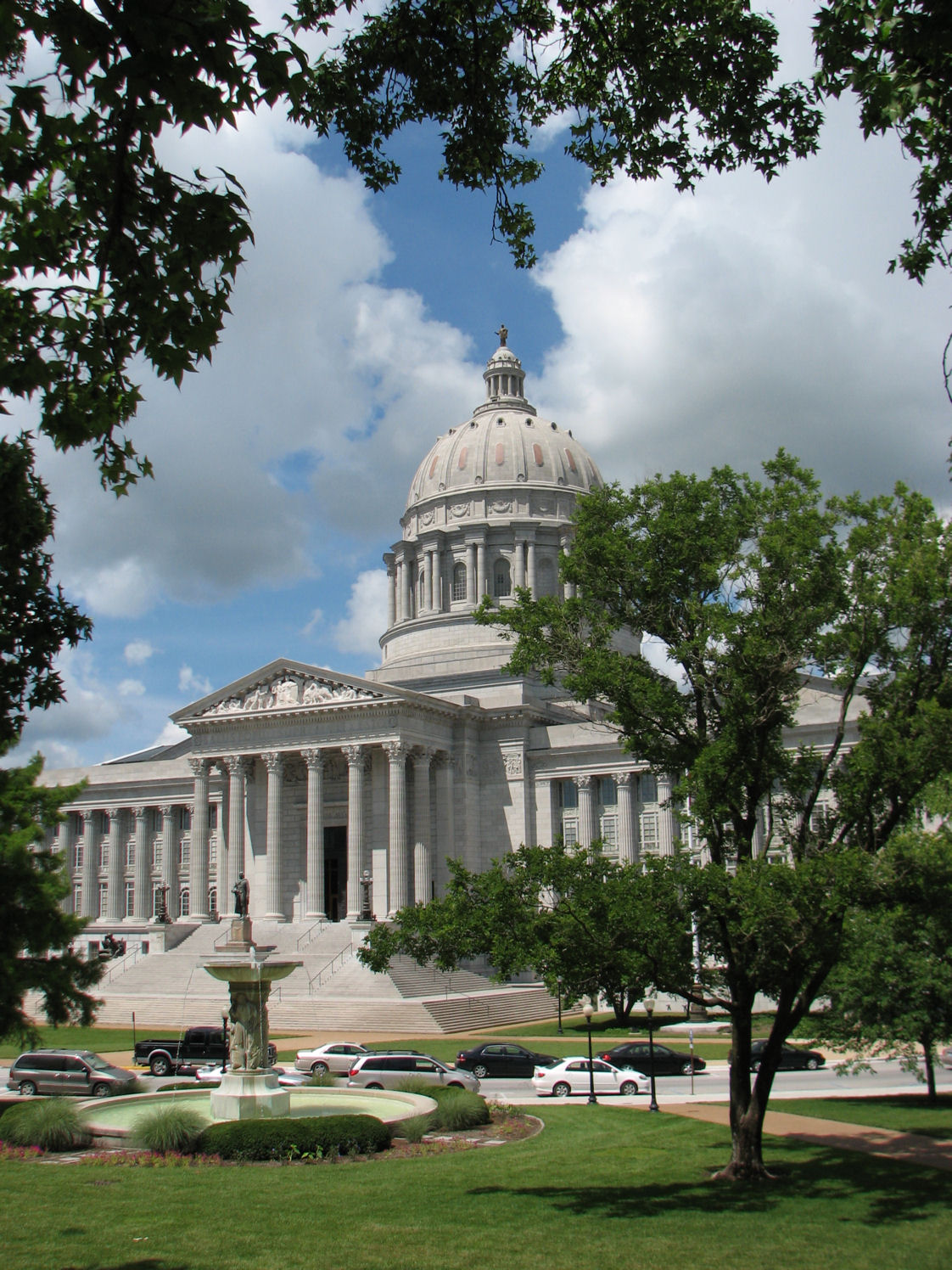
Vista sureste
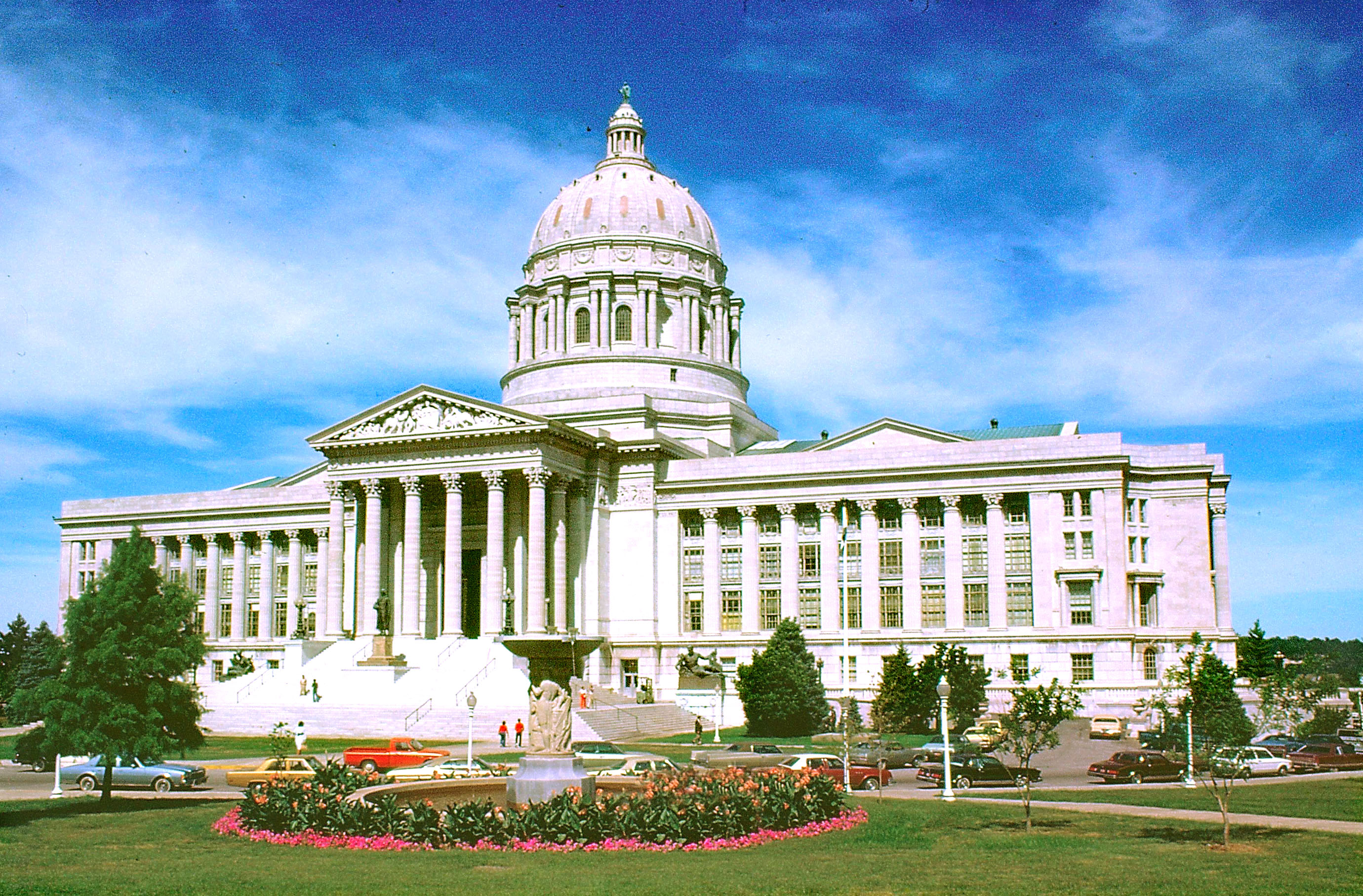
Edificio del Capitolio
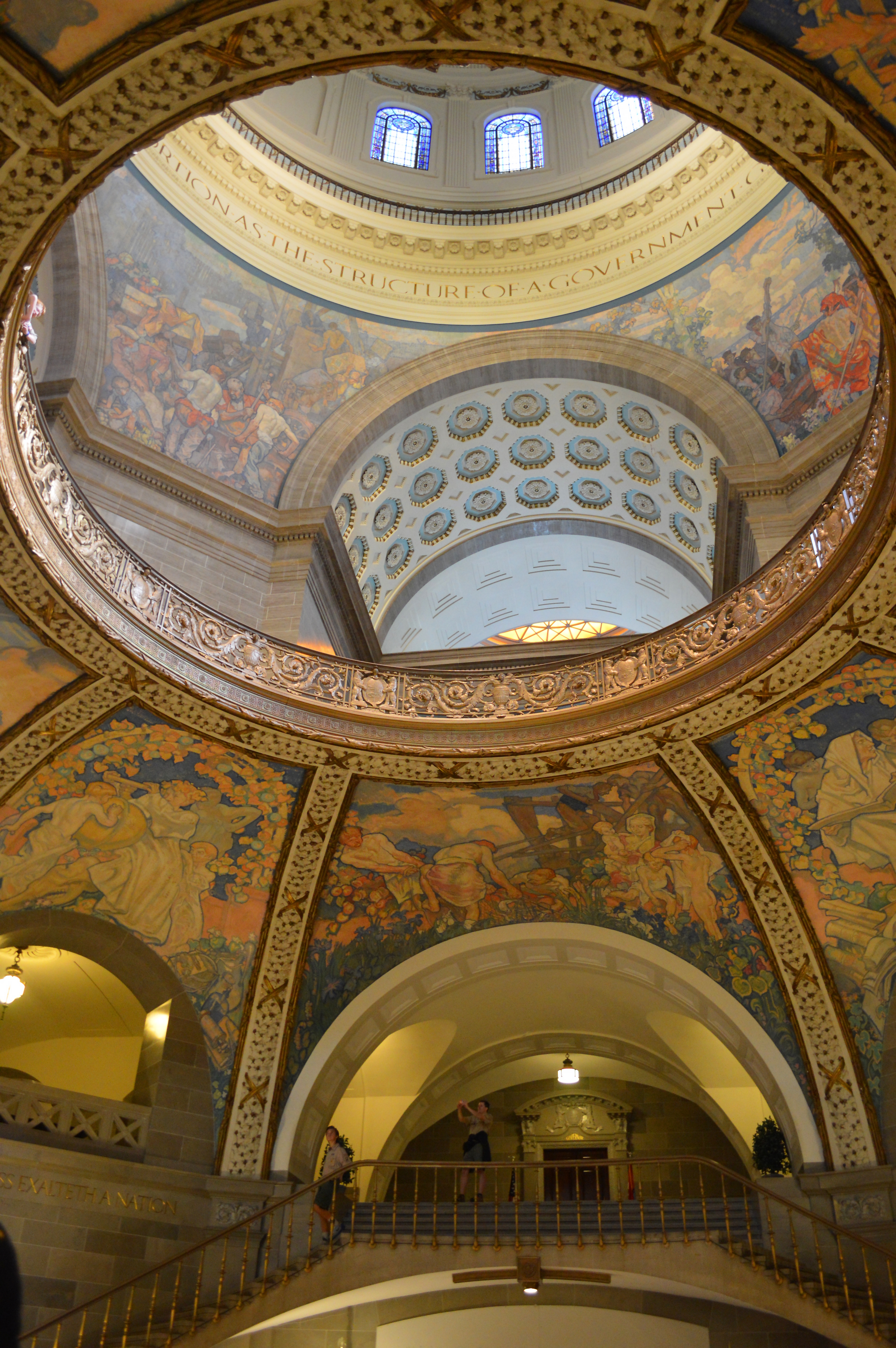
Vista interior de la cúpula
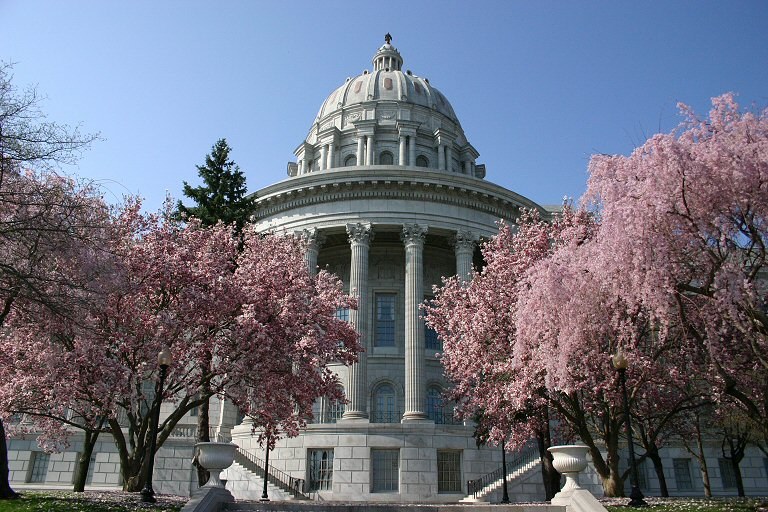
Cornejos en flor en el lado norte
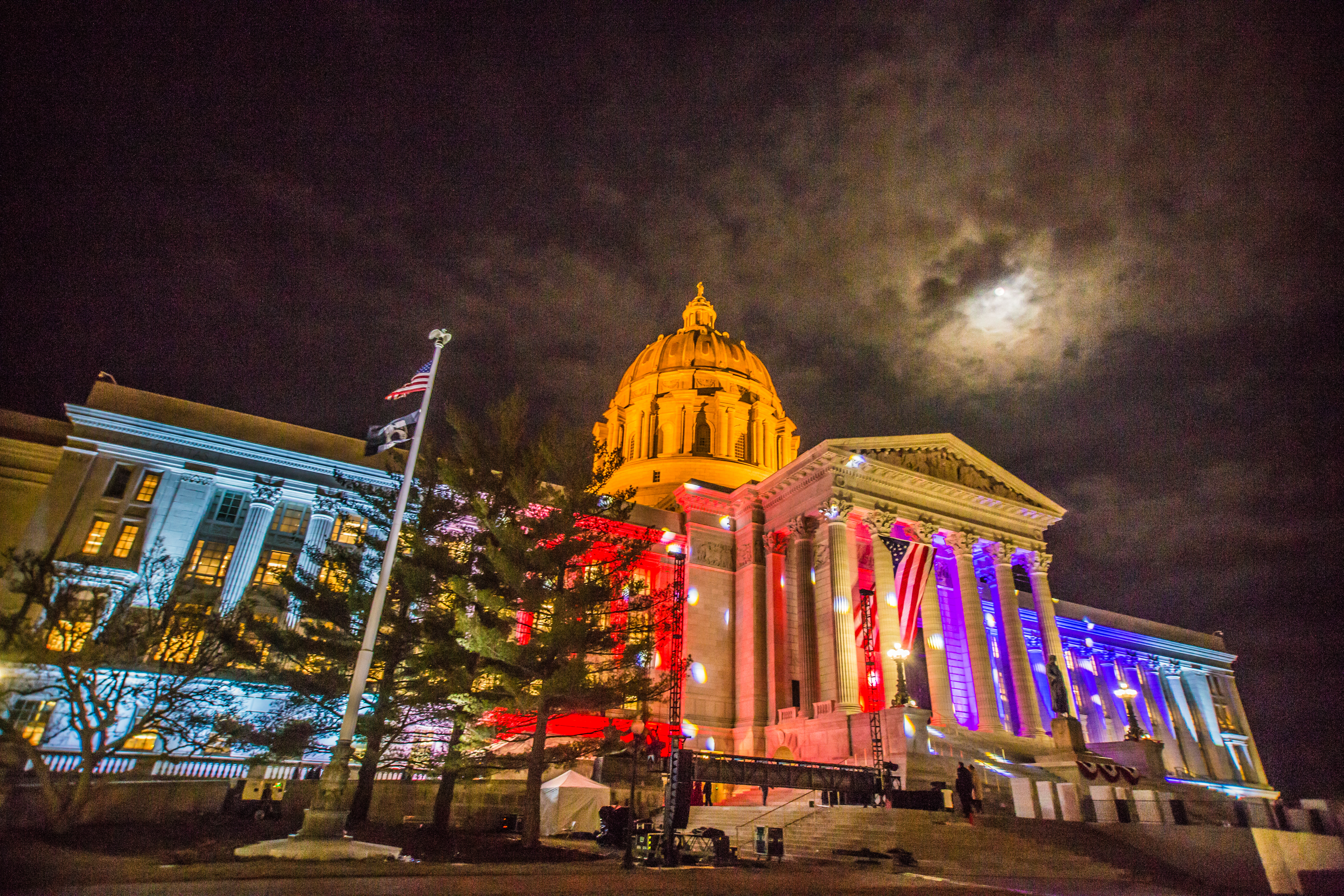
Iluminación nocturna
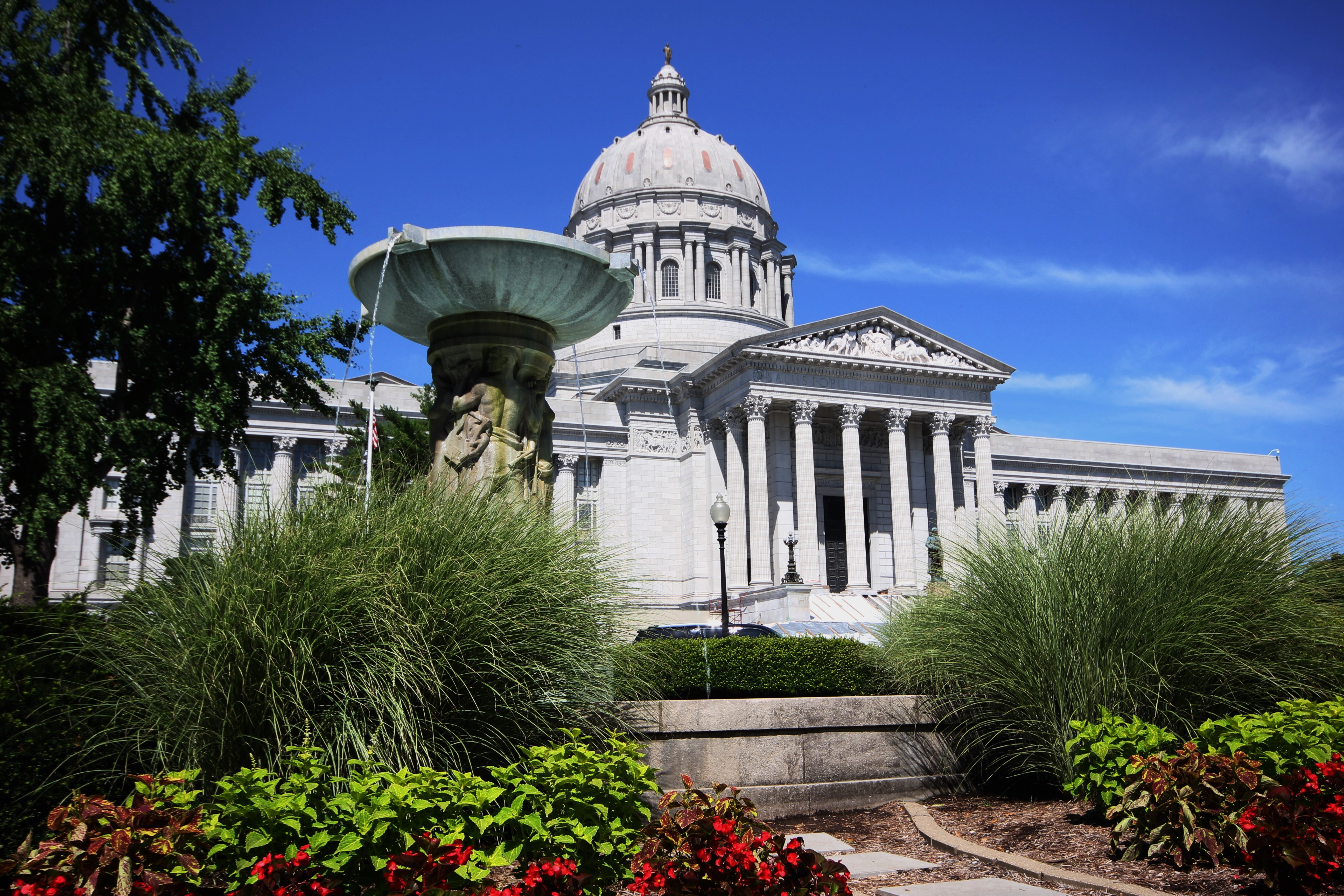
El edificio en 2017
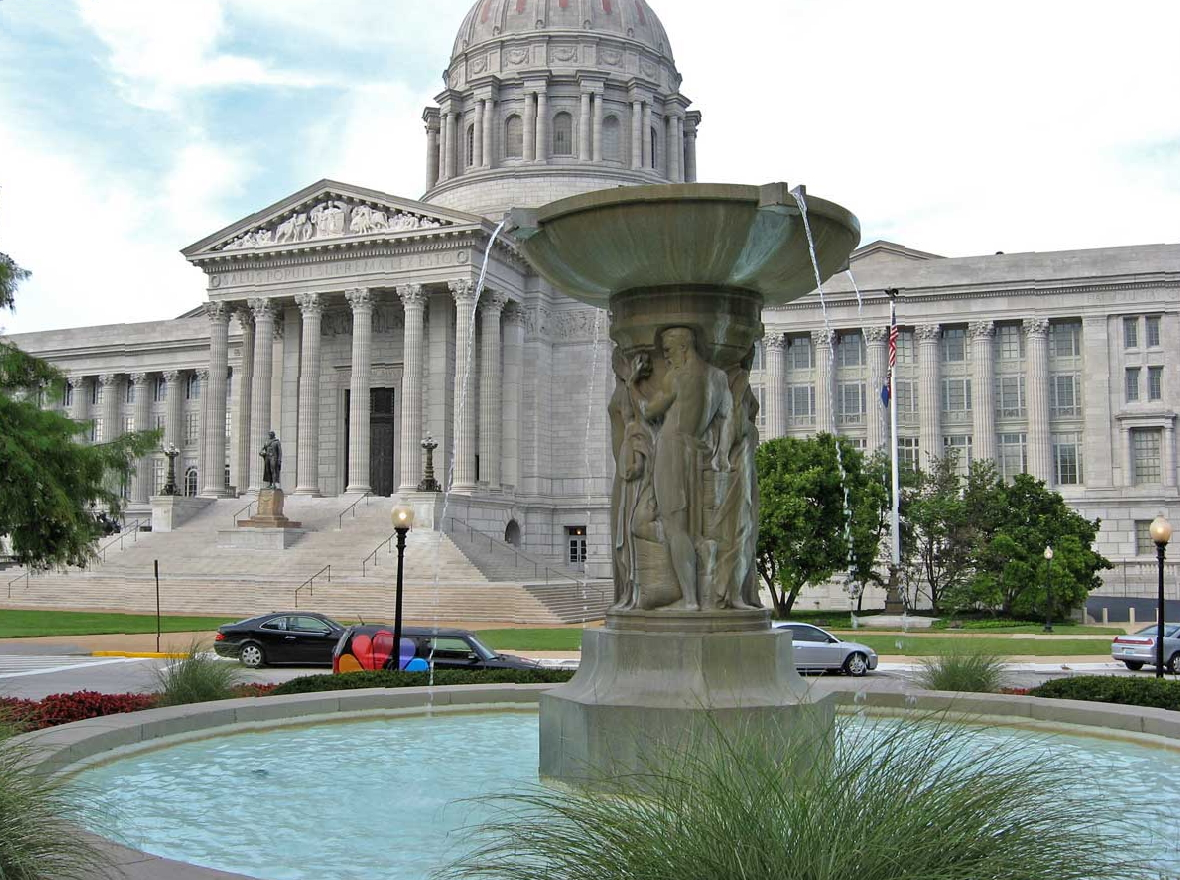
Fuente de las Ciencias
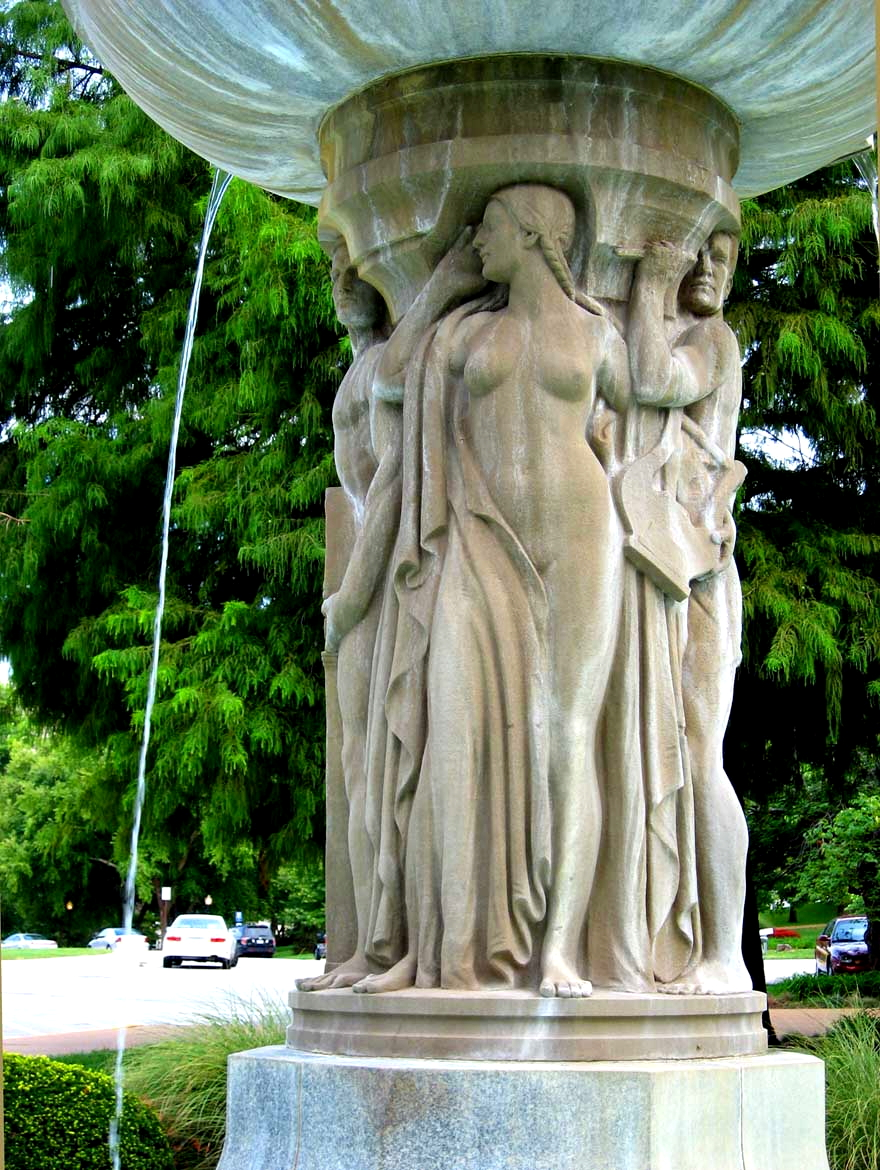
La Fuente de las Artes
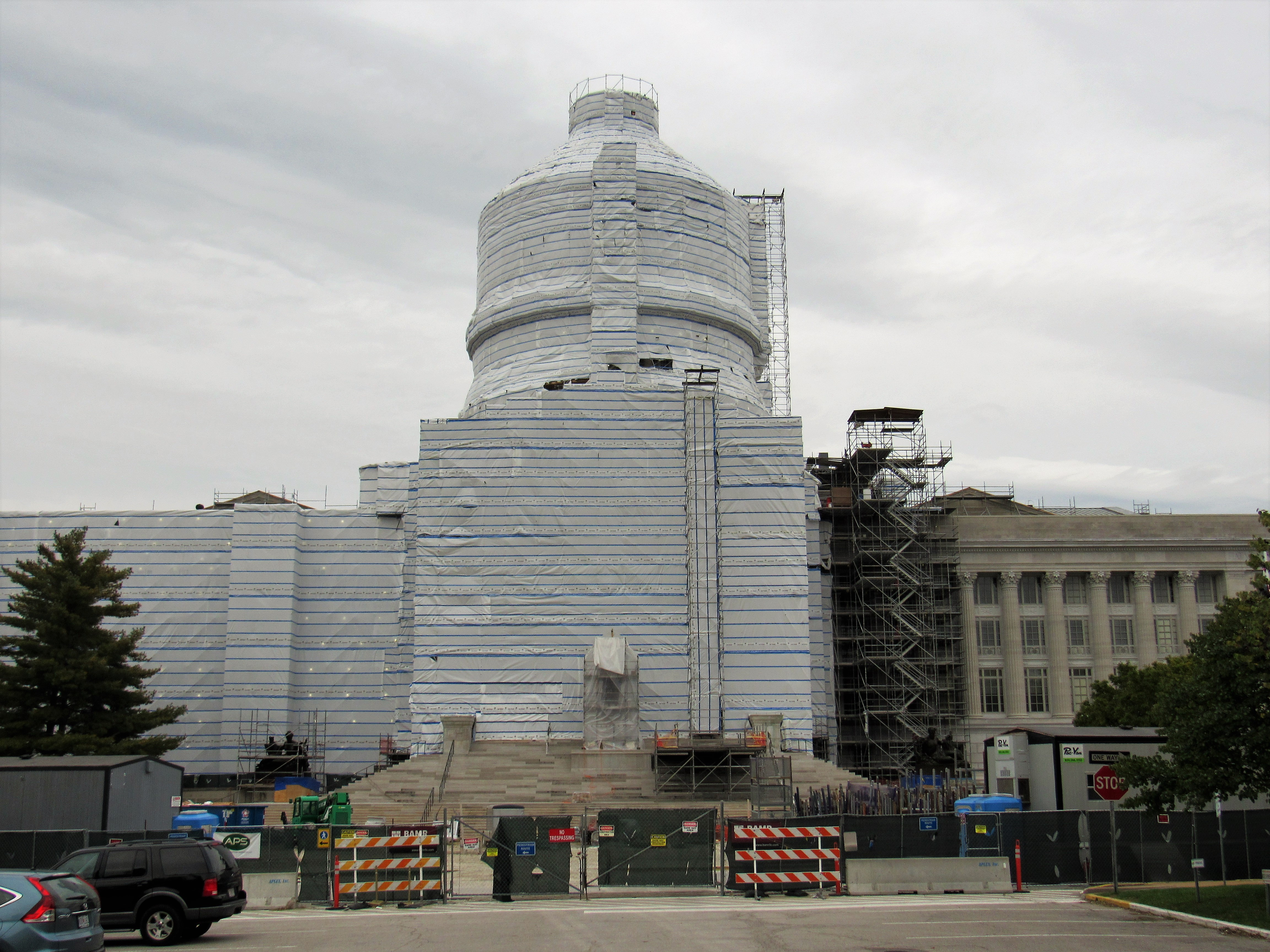
Restauración en 2019